# Gripa Tombrapa
Gripa Tombrapa là một nữ tay đua xe đạp chuyên nghiệp người Nigeria. Cô đã giành được huy chương vàng khi đại diện cho Nigeria trong sự kiện đạp xe tính thời gian của phụ nữ cùng với Happiness Okafor, Glory Odiase và Rosemary Marcus tại Đại hội Thể thao toàn châu Phi 2015 ở Congo Brazzaville.